# Evan Neal
Evan Neal (Okeechobee, 19 settembre 2000) è un giocatore di football americano statunitense che milita nel ruolo di offensive tackle per i New York Giants della National Football League (NFL).

## Carriera universitaria
Neal nel 2019 disputò tutte le 13 gare come tackle sinistro titolare, prima di essere spostato sul lato destro nel 2020. Alla fine della stagione 2020 vinse il campionato NCAA e nel 2021 fu premiato come All-American. Dopo quella stagione annunciò l'intenzione di rinunciare all'ultimo anno di college e passare professionista.

## Carriera professionistica
Neal era considerato da diverse pubblicazioni come una delle prime scelte nel Draft NFL 2022. Il 28 aprile fu scelto come settimo assoluto dai New York Giants. Debuttò come professionista partendo come titolare nel primo turno vinto contro i Tennessee Titans. La sua stagione da rookie si chiuse con 13 presenze, tutte come titolare.